# Vol Pan Am 845
Le vol Pan Am 845 était un vol international régulier, reliant Los Angeles, aux États-Unis, à Tokyo, au Japon, avec une escale prévue à San Francisco. Le 30 juillet 1971, à 15 h 29, alors qu'il décollait de l'aéroport international de San Francisco, le Boeing 747 de la Pan American World Airways (Pan Am) a heurté plusieurs structures du système d'éclairage d'approche situées au-delà de l'extrémité de la piste, ce qui a gravement blessé deux passagers et causé des dommages importants à l'appareil. Après l'accident, l'avion a été réparé et remis en service.

## Avion
L'appareil impliqué est un Boeing 747-121, immatriculé N747PA, qui a volé pour la première fois le 11 avril 1969 et a été livré à la Pan Am le 3 octobre 1970. C'était le deuxième 747 à être sorti des chaînes de productions de Boeing, mais il n'a été livré que près de dix mois après le vol du premier 747 acquis par la Pan American World Airways (Pan Am). Initialement nommé Clipper America, il avait enregistré 2 900 heures de vol au moment de l'accident.
Le commandant Calvin Dyer (57 ans, 27 209 heures de vol, dont 868 heures sur Boeing 747), le copilote Paul Oakes (40 ans, 10 568 heures de vol, dont 595 heures sur 747) et le mécanicien naviguant Winfree Horne (57 ans, 23 569 heures de vol, dont 168 heures sur 747) composé l'équipage du vol 845. Comme il s'agissait d'un vol long-courrier, il y avait également un équipage de relève, composé d'un pilote, Wayne Sagar (34 ans, 3 230 heures de vol, dont 456 heures sur Boeing 747), et d'un mécanicien naviguant, Roderic Proctor (57 ans, 24 576 heures de vol, dont 236 heures sur 747)

## Accident
Le vol 845 de la Pan Am a heurté la structure lumineuse d'approche (ALS) à l'extrémité de la piste 01R, alors qu'il décollait de l'aéroport international de San Francisco, à destination de l'aéroport international de Tokyo-Haneda. Deux passagers, occupant les sièges 47G et 48G, ont été grièvement blessés par des éléments de la structure du système d'éclairage d'approche qui ont pénétré dans la cabine. 
L'équipage a ensuite poursuivi le décollage, puis a fait voler l'avion pendant 1 heure et 42 minutes tout en évaluant les dommages structurels et en vidant une partie du carburant avant d'atterrir sur la piste 28L. 

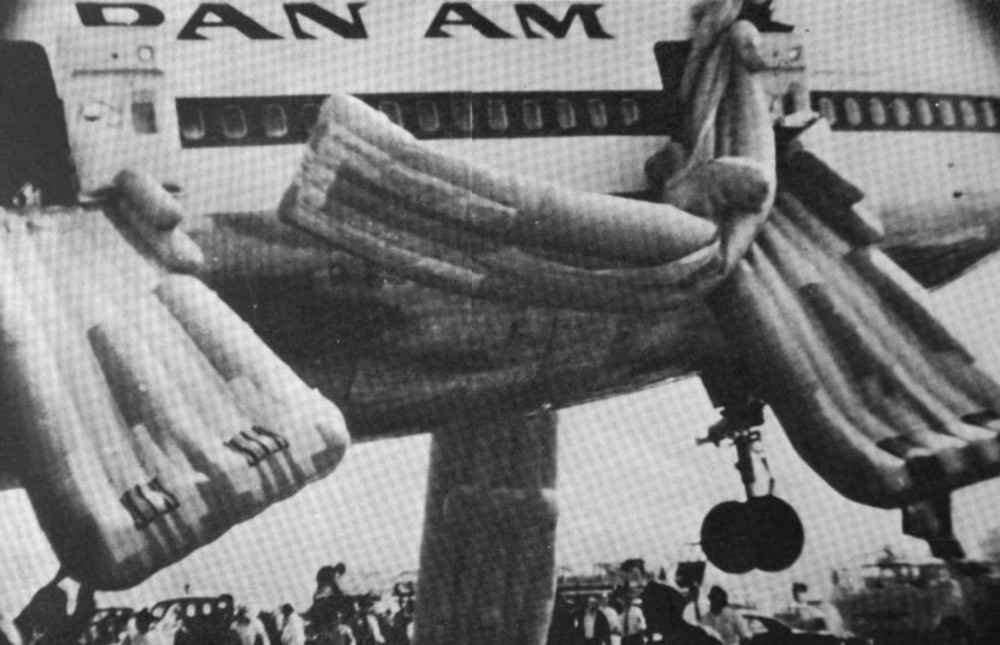
Le 747 de la Pan Am impliqué, photographié peu après l'accident.

Lors de l'atterrissage, le 747 a dévié du côté droit de la piste 28L et s'est immobilisé dans une zone non pavée, à environ 1 600 m de l'extrémité de la piste. Les passagers et l'équipage ont évacué l'avion à l'aide des toboggans d'évacuation d'urgence.
Lors de l'activation des toboggans pour l'évacuation, 4 des 10 toboggans passagers ne fonctionnaient pas correctement et n'étaient pas utilisables. Pendant l'évacuation, l'avion s'est lentement incliné vers la partie arrière du fuselage.

## Enquête
Le Conseil national de la sécurité des transports (NTSB) détermine que la cause probable de cet accident est l'utilisation par le pilote d'une vitesse de référence incorrecte pour le décollage. 
Au départ, le vol 845 devait décoller de la piste 28L, avant de se rendre compte qu'elle était fermée pour maintenance et, après avoir choisi une nouvelle piste, la piste 01R, qui était ouverte mais plus courte, l'équipage n'a pas recalculé les bonnes vitesses de référence pour le décollage dans les conditions existantes. 
Cela résulte d'une série d'irrégularités impliquant la collecte et la diffusion d'informations concernant les différentes pistes de l'aéroport; la répartition des aéronefs sur le tarmac et la gestion et la discipline de l'équipage ; qui, collectivement, ont rendu inefficace le système de contrôle opérationnel de l'appareil.